# Chetogaster canberrae
Chetogaster canberrae är en tvåvingeart som beskrevs av Paramonov 1954. Chetogaster canberrae ingår i släktet Chetogaster och familjen parasitflugor. Inga underarter finns listade i Catalogue of Life.